# Bahri Myftari
Bahri Myftari (ur. w 1944 w Elbasanie, zm. 11 listopada 2016 w Tiranie) – albański pisarz, publicysta i tłumacz.

## Życiorys
Ukończył studia w Instytucie Pedagogicznym w Elbasanie. Po ukończeniu studiów pracował w wiejskich szkołach w okręgu Elbasan, a następnie w swoim rodzinnym mieście. W latach 90. XX w. kierował Wydawnictwem Naim Frasheri.
W latach 90. XX w. należał do grona założycieli Socjaldemokratycznej Partii Albanii. Pisał głównie artykuły poświęcone tematyce społeczno-politycznej, a także opowiadania i nowele. W swoich utworach, pisanych w konwencji realizmu magicznego przedstawiał dylematy społeczeństwa w okresie transformacji ustrojowej, sięgał także do historii Albanii. Zajmował się także tłumaczeniem opowiadań rosyjskich i francuskich, które ukazały się w dwóch antologiach.

## Twórczość

### Proza
- Njohje (Uznanie, 1975)
- Tretja e mjegullës: tregime, (Rozpraszanie mgły: opowiadania, 1990)
- Qyteti irig, 1996
- Kush e vrau qytetin?, (Kto zamordował miasto?, opowiadania, 1998)
- Njerëz në mjergull : tregime dhe novela, (Ludzie w labiryncie, opowiadania i nowele, 2000)
- Lavdia e të marrëve : tregime dhe novela (Chwała głupcom, opowiadania i nowele 2004)
- Kohë në perëndim: tregime të zgjedhura, (Czas na zachodzie, opowiadania zebrane, 2005)
- Djaj të lumtur : tregime, (Szczęśliwe demony: opowiadania, 2008)
- Vjedhësit e erës : tregime dhe novela, (Złodzieje wiatrów" opowiadania i nowele, 2011)
- Pashai i Elbasanit : tregime (Pasza Elbasanu, opowiadania, 2012)
- Darka e Berlinit : tregime, (Kolacja w Berlinie: opowiadania, 2015)

### Inne
- Tregime të zgjedhura nga klasikë francezë (Opowiadania zebrane z francuskiej klasyki, 2006)
- Tregime të zgjedhura nga klasikë rusë (Opowiadania zebrane z rosyjskiej klasyki, 2006)
- Vëllezërit Gjika, 2013 (biografie piłkarzy)